# Harry J. Wild
Harry J. Wild, auch Harry Wild oder Harry Wilde, (* 5. Juli 1901 in New York; † 24. Februar 1961 in Los Angeles) war ein US-amerikanischer Kameramann.

## Leben und Wirken
Wild stieß in seiner Heimatstadt New York 1917 als Botenjunge der Paramount zum Film und lernte die Branche von der Pike auf kennen. 1925 übersiedelte er, inzwischen Kameraassistent, nach Los Angeles. Dort wurde er 1936 Chefkameramann und musste sich zunächst auf die Fotografie von B-Western beschränken.
Zu Beginn des Zweiten Weltkriegs machte sich Wild einen Namen als Hausfotograf der RKO. Er überzeugte vor allem als Spezialist für Licht-und-Schatten-Effekte und bewies ein sicheres Gespür für effektvolle Ausleuchtung, so auch an der Seite von Stanley Cortez bei Orson Welles’ frühem Meisterwerk Der Glanz des Hauses Amberson. Eine Reihe von recht kostengünstig hergestellten Mystery-Thrillern mit Dick Powell, Robert Mitchum und Victor Mature, die er zwischen Mitte der 40er und Anfang der 50er Jahre fotografierte, sowie zwei Jane-Russell-Melodramen im Jahre 1950 (Macao und Ein Satansweib) verdanken einiges seiner Kameraarbeit. Weitere bekannte Wild-Filme sind zwei Tarzan-Filme, Jean Renoirs Film noir Die Frau am Strand (1947) und der Komödienklassiker Blondinen bevorzugt (1953) mit Marilyn Monroe.
Seit 1955 erhielt er keine Spielfilm-Aufträge mehr, und so drehte er im Anschluss nur noch Folgen diverser Fernsehserien, darunter Panic, The Bob Cummings Show, Unglaubliche Geschichten (The Twilight Zone) und zuletzt Der Kopfgeldjäger (Wanted: Dead or Alive) mit dem jungen Steve McQueen in der Titelrolle.
Für den Film Army Girl waren Wild und sein Kollege Ernest Miller 1939 für den Oscar nominiert.

## Filmografie (Auswahl)
- 1924: Das Heldenmädchen von Trenton (Janice Meredith) (Kameraführer)
- 1936: The Big Game
- 1937: Lady Behave
- 1937: Racing Lady
- 1937: Portia on Trial
- 1938: Army Girl
- 1938: Lawless Valley
- 1938: The Renegade Ranger
- 1939: Arizona Legion
- 1939: The Fighting Gringo
- 1939: Trouble in Sundown
- 1940: Laddie
- 1940: Wagon Train
- 1941: The Fargo Kid
- 1941: Six Gun Gold
- 1941: Tal des Todes (Valley of the Sun)
- 1942: Der Glanz des Hauses Amberson (The Magnificent Ambersons)
- 1942: Tarzan und die Nazis (Tarzan Triumphs)
- 1943: Stage Door Canteen
- 1943: Tarzan, Bezwinger der Wüste (Tarzan’s Desert Mystery)
- 1943: So This Is Washington
- 1944: Mademoiselle Fifi
- 1944: Murder, My Sweet
- 1945: Johnny Angel
- 1945: Cornered
- 1946: Nocturne
- 1947: Die Frau am Strand (The Woman on the Beach)
- 1947: Tycoon
- 1948: Pitfall
- 1948: Gangster der Prärie (Station West)
- 1949: Die rote Schlinge (The Big Steal)
- 1950: Glücksspiel des Lebens (Walk Softly, Stranger)
- 1950: Endstation Mord (Gambling House)
- 1951: Ein Satansweib (His Kind of Woman)
- 1951: Drei Frauen erobern New York (Two Tickets to Broadway)
- 1952: Die Spielhölle von Las Vegas (The Las Vegas Story)
- 1952: Macao
- 1952: Bleichgesicht Junior (Son of Paleface)
- 1952: Ein Mann ohne Bedeutung (Affair With a Stranger)
- 1953: Blondinen bevorzugt (Gentlemen Prefer Blondes)
- 1953: Die lachende Venus (The French Line)
- 1954: Die goldene Galeere (Underwater!)
- 1954: Fluggeschwader LB 17 greift ein (Top of the World)
- 1956: Der Eroberer (The Conqueror)
- 1959–1960: Der Kopfgeldjäger (Wanted: Dead or Alive, Fernsehserie)